# Jörg Nadler
Jörg Nadler, teilweise als Georg Nadler angesprochen, (* 15. Jahrhundert; † 16. Jahrhundert; wirksam zwischen 1508 und 1521 in Augsburg) war ein deutscher Buchdrucker.
Jörg Nadler betrieb in Augsburg eine Offizin beziehungsweise eine Druckerei. Er arbeitete ab 1508 teilweise mit dem ebenfalls in Augsburg ansässigen Drucker Erhart Öglin zusammen. Mit diesem zusammen gab er die Musikschrift Stellae musicae juvenibus heraus. Nadler verlegte als Buchdrucker zahlreiche Schriften zu Themen der Reformation und Schriften von Martin Luther.